# Chrysobullos logos

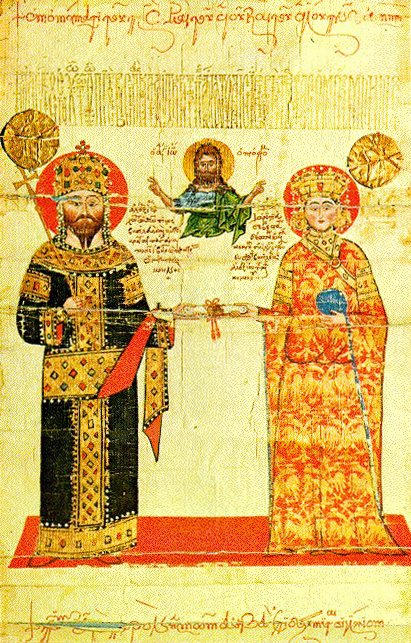
Aus dem Chrysobull Alexios III. Komnenos für das Kloster Dionysiou

Ein Chrysobullos logos (Χρυσόβουλλος λόγος) ist eine mit einer Goldbulle versehene Form der byzantinischen Kaiserurkunde, die zur Verleihung von Privilegien verwendet wurde. Das älteste noch im Original erhaltene Beispiel stammt aus dem Jahre 1052 und liegt im Archiv der Großen Lavra auf dem Athos. Allerdings dürfte die Urkundenart schon gegen Ende des 9. Jahrhunderts entstanden sein. Die Urkunden waren auf Papierblättern geschrieben, die aneinandergeklebt wurden, sodass Rollen von erheblicher Länge entstehen konnten: 1057 3,47 m, 1060 7 m. Beide Privilegien waren ebenfalls für das Lavrakloster bestimmt.
Das Protokoll bestand aus Invocatio, Intitulatio, Inscriptio, der Text enthielt Arenga (Prooimion), Narratio, Dispositio und Sanctio, zum Eschatokoll gehören Datierung, Legimus und die eigenhändige Kaiserunterschrift in Rottinte. Seit dem 13. Jahrhundert wird das Protokoll auf eine symbolische Invocatio in Kreuzesform reduziert, die Sanctio entfällt und oft fehlt die Arenga. Im Eschatokoll entfällt das Legimus und die Datierung wird mit einem Aushändigungsvermerk verbunden. Seit dem 14. Jahrhundert wird das Bombyzinpapier im Regelfall durch Pergament ersetzt.
Gegen Ende des 11. Jahrhunderts wurde für Privilegien geringerer Bedeutung als vereinfachte Form das Chrysobullon Sigillion eingeführt. Noch stärker vereinfacht ist seit dem 14. Jahrhundert der Chrysobullos Horismos, der sich von einem Prostagma durch die kaiserliche Unterschrift, an deren Stelle im Prostagma das Menologem steht, und die Goldbulle unterscheidet. Für die mit Goldbulle besiegelten Urkunden wird vielfach auch die Bezeichnung Chrysobullen verwendet.